# Marion Buillet
Marion Buillet (* 16. August 1990 in Saint-Martin-d’Hères) ist eine ehemalige französische Skilangläuferin und Olympiateilnehmerin (2014).

## Werdegang
Buillet nahm von 2007 bis 2017 vorwiegend am Skilanglauf-Alpencup an. Dabei errang sie fünf Podestplatzierungen und belegte in der Saison 2014/15 den vierten Platz in der Gesamtwertung. Ihr erstes von insgesamt 19 Weltcuprennen im Einzel lief sie im Dezember 2010 in La Clusaz, welches sie auf dem 53. Rang im 15-km-Massenstartrennen beendete. Im Dezember 2011 holte sie in Düsseldorf mit dem 22. Platz im Sprint ihre ersten Weltcuppunkte.
Ihr bestes Weltcupeinzelrennen lief sie im Januar 2014 in Szklarska Poręba, welches sie mit dem elften Rang im Sprint beendete.
Bei den Olympischen Winterspielen 2014 in Sotschi belegte sie den 36. Platz im Sprint. Im Januar 2015 gewann sie bei der Winter-Universiade 2015 in Štrbské Pleso Bronze mit der Staffel.
Bei der Winter-Universiade 2017 in Almaty belegte sie den 22. Platz über 5 km klassisch, den 15. Rang in der anschließenden Verfolgung und im Mixed-Teamsprint den vierten Platz zusammen mit Loic Guigonnet.

## Erfolge

### Siege bei Continental-Cup-Rennen
| Nr. | Datum         | Ort      | Disziplin      | Serie    |
| --- | ------------- | -------- | -------------- | -------- |
| 1.  | 14. März 2015 | Chamonix | 10 km Freistil | Alpencup |